# Huperzia andina
Huperzia andina là một loài thực vật có mạch trong Họ Thạch tùng. Loài này được (Rosenst.) Holub mô tả khoa học đầu tiên năm 1985.